# Betty Curtis
Betty Curtis (ur. jako Roberta Corti 21 marca 1936 w Mediolanie, zm. 15 czerwca 2006 w Lecco) – włoska wokalistka, zwyciężczyni Festiwalu Piosenki Włoskiej w San Remo w 1961 roku z piosenką „Al di là”, reprezentantka Włoch podczas 6. Konkursu Piosenki Eurowizji w 1961 roku z tą samą piosenką (5. miejsce). W tym samym roku wygrała również Festiwal Piosenki Neapolitańskiej z piosenką „Tu si’ 'a malincunia”, wykonaną w parze z Aurelio Fierro.
Należała do pierwszych urlatori włoskiej piosenki. Ze względu na swój głos przeszła do historii jako jedna z czołowych piosenkarek włoskich lat 50. i 60.

## Biografia i kariera artystyczna

### Lata 50.
Roberta Corti urodziła się w Mediolanie 21 marca 1936 roku, Gdy miała dwa lata, zmarł jej ojciec. Była wychowywana przez matkę i siostrę Silvanę. Po ukończeniu szkoły rozpoczęła poszukiwanie pracy. Mając 18 lat uczestniczyła w konkursie dla hostess. W połowie lat 50. poznała dyrygenta Piera Emilia Bassiego, który odkrył w niej kandydatkę na solistkę dla swojej orkiestry. Podpisała wówczas swój pierwszy kontrakt. Wylansował ją Teddy Reno w 1957 roku; ulegając panującej wówczas modzie na wszystko, co amerykańskie zaproponował by artystka przyjęła pseudonim Betty Curtis. Nagrała swoją pierwszą piosenkę, „Un bacio sulla bocca”.
W 1958 roku wystąpiła w programie telewizyjnym Confidenze musicali, w którym wylansowała piosenkę „With all my heart” („Con tutto il cuore”), wydaną na singlu przez wytwórnię Liberty. Singel odniósł znaczący sukces i zapewnił artystce dużą popularność; na liście najlepiej sprzedawanych singli roku 1958 zajął 10. miejsce. W tym samym roku Betty Curtis nagrała jeszcze szereg singli, wśród nich „La pioggia cadrà” (cover „Le jour où la pluie viendrà” Gilberta Bécaud), który ugruntował jej sławę.
W 1959 roku zadebiutowała na Festiwalu w San Remo z piosenką „Nessuno”, wykonaną w parze z Wilmą De Angelis. Piosenka zyskała później popularność w wykonaniu Miny. W tym samym roku wystąpiła w filmie I ragazzi del juke-box w reżyserii Lucia Fulciego (jako piosenkarka Betty Dorys), obok takich wykonawców jak Tony Dallara i Fred Buscaglione. W tym samym roku ukazała się jej EP-ka „Una marcia in Fa”, na której wspólnie z Johnnym Dorellim przypomniała niektóre szlagiery zaprezentowane w tym roku na Festiwalu w San Remo, oraz album Lontano da te lontano dal mare.
W 1960 roku wystąpiła ponownie na Festiwalu w San Remo z piosenką „Amore senza sole”, wykonaną w parze z Johnnym Dorellim oraz z piosenką „Non sei felice”, wykonaną w parze z Miną, nie odnosząc jednak większego sukcesu.

### Lata 60.
W 1961 roku wygrała Festiwal w San Remo z piosenką „Al di là” (Mogol-Donida), wykonaną w parze z Lucianem Tajolim. Piosenka w lutym doszła do 2. miejsca na włoskiej licie przebojów. Z tą samą piosenką Betty Curtis reprezentowała Włochy podczas finału 6. Konkursu Piosenki Eurowizji zajmując 5. miejsce (12 pkt.). W tym samym roku wygrała również Festiwal Piosenki Neapolitańskiej z piosenką „Tu si’ 'a malincunia”. Wzięła udział w konkursie Canzonissima, w którym zaprezentowała piosenkę „Tra le canne di bambù” zajmując 3. miejsce. Pod koniec roku nagrała singel „Tango del mare” (Nisa-Redi), który osiągnął szczyty list przebojów. Na stronie B singla znalazła się piosenka „Ti voglio tanto bene”, skomponowana przez Totò.
W 1963 roku nagrała utwór „Chariot (I will follow him)”, światowy przebój Petuli Clark i Peggy March, który na przełomie 1962/63 roku doszedł do 3. miejsca na włoskiej liście przebojów. Następnie nagrała piosenkę „Ti voglio bene topolino”, z którą wystąpiła na festiwalu piosenek Walta Disneya.
Kilkakrotnie powracała na Festiwal w San Remo: w 1962 roku z piosenkami „Il cielo cammina” i „Buongiorno amore” (w parze z Johnnym Dorellim), w 1965 z „E invece no” (w parze z Petulą Clark) i w 1967 z „Più forte di me” (w parze z Tonym Del Monaco).
W 1968 powróciła do konkursu Canzonissima, na którym przedstawiła cover Lou Reeda pod włoskim tytułem „Vedrai vedrai”.
W 1969 roku ponownie uczestniczyła w konkursie Canzonissima, tym razem z piosenką „Gelosia”, będącą coverem klasycznego tanga „Jalousie”.

### Lata 70.
Aktywność artystyczna Betty Curtis w latach 70. osłabła, jednak artystka pokazywała się publicznie. W 1970 nagrała album A modo mio (ostatni zrealizowany dla wytwórni CGD, z którą zakończyła współpracę) oraz piosenkę „Ciao anni verdi”, która znalazła się na kompilacji pod tym samym tytułem, zawierającej piosenki z Festiwalu w San Remo 1970. W roku 1975 nagrała album 14 indimenticabili successi dla nowo powstałej wytwórni UP, zaś w kolejnym roku – Betty Curtis folk, zrealizowany dla wytwórni Alpharecord. W drugiej połowie dekady rozpoczęła działalność jako prezenterka telewizyjna, prowadząc takie programy jak: Il musicuore czy 60 anni di musica e canzoni nel mondo.

### Lata 80. i 90.
Również w latach 80. i 90. Betty Curtis kontynuowała występy w telewizji śpiewając evergreeny z lat 60. Brała udział w takich programach jak: Al Paradise, Via Teulada ' 66 czy Domenica in z 1996 roku, prowadzony przez Marę Venier.
Ukazywały się też jej płyty: w 1987 roku CD Il vero folk italiano di Betty Curtis (Alpharecord), w 1993 La mia compilation (Joker), prezentujący jej najpiękniejsze szlagiery, wybrane przez nią osobiście oraz kilka nowych nagrań, w 1994 – album wspólny z Tonym Dallarą, zawierający również wspólnie z nim zaśpiewaną piosenkę „La gente come noi” i w 1995 – Le più belle canzoni (CGD).

### XXI wiek
W 2006 roku włoski oddział wytwórni Warner Strategic Marketing wydał 12 jej największych przebojów na kompilacji Le Più Belle Canzoni Di Betty Curtis.

## Przeboje
Do jej największych przebojów należą: „Una marcia in fa”, „Aiutami a piangere”, „Ci vogliono i mariti”, „Neve al chiaro di luna”, „Stasera piove”, „Winnie Winnie”, „Al chiar di luna porta fortuna”.

## Życie prywatne
W 1957 roku wyszła za mąż za Claudia Celliego, członka zespołu Quartetto Radar. Byli małżeństwem aż do jej śmierci.